# مونة غير قابلة للانكماش

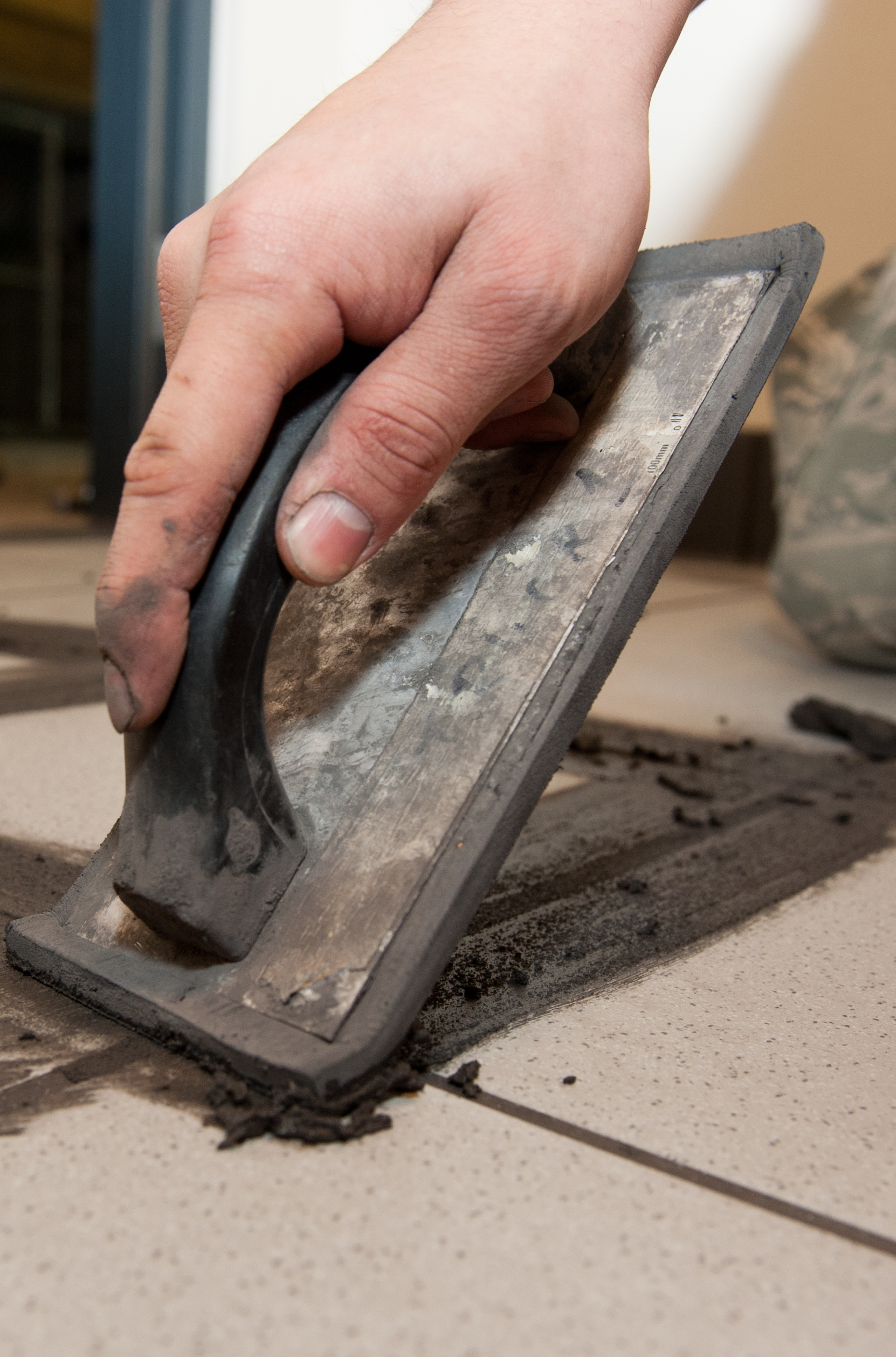

مونة غير قابلة للانكماش أو حقين غير كَموش (بالإنجليزية: Non-shrink grout) هي مونة إسمنتية ذاتية السيولة عالية القوة لأغراض الترميم وملء الفراغات. تتكون من الأسمنت وإضافات كيماوية لزيادة قابلية التشغيل والسيولة وتخفيض نسبة المياه اللازمة وزيادة قوة تلاصق الخلطة مع جميع الأسطح واحتفاظها بنفس الحجم بعد الشك والتصلد. وينتج عن هذه المونة حجم كبير عندما تنشد في ظل ظروف الاختبار المنصوص عليها بشكل أكبر من أو مساوي لحجم التثبيت الأصلي. وغالبا ما تستخدم كوسط نقل بين الأعضاء الحاملة.

## روابط خارجية
- طريقة الاختبار القياسية لقياس التغيرات في الارتفاع من عينات اسطوانية للمونة غير قابلة للانكماش.